# 京田未歩
京田 未歩（きょうだ みほ、1979年5月6日 - ）は、日本の女性シンガーソングライター。千葉県佐倉市出身。所属レコード会社はpenne records。

## 経歴・人物

### 幼・少年期
- 1979年、兵庫県に生まれる。
- 1988年、小学3年生の時から学生時代を佐倉市で過ごす。

### インディーズ時代
- 2000年11月、ポニーキャニオン内インディーズレーベル・DNAより初音源となるマキシシングル『ヤンキーガール』（SONIC DOVEプロデュース[3]）をリリース。
- 2001年4月、マキシシングル『ダディズ バースデイ』をリリース。

### メジャーデビュー
- 2001年8月、マキシシングル『ゆううつな熱帯魚』(ポニーキャニオン)でメジャーデビュー。それと同時にJ-WAVEにて番組パーソナリティーを務める。その後、仙台の東北放送、九州のCROSS FMでもレギュラー番組を持ち、1年〜2年パーソナリティーを務める。また、独特のファッションやキャラクターが注目され、ファッション誌『mina (雑誌)|mina』や複数の音楽専門誌でも連載を持った。
- 2002年3月、1st.アルバム『ライチ』をリリース。
- 2003年11月、抜群のメロディーセンスとピュアなヴォーカルで注目を集めるが、ライヴの後、ソロ活動を終了する。

### バンド・myuuRy時代
- 2003年10月、バンド・「myuuRy（ミューリー）」をソロ活動終了直前に結成。京田はpommyと称し、活動を開始する。オリジナルメンバーは、ヴォーカルのpommy、ドラムのTO-BU（THE★SCANTY出身）、ギターのt-key（BANX出身）、ベースの nobuki（BLue-B出身）であった。
- 2004年8月、京田のバンドとしての方向性が定まらず、TO-BU, t-key が脱退。京田はそれまで会話を重ねていないnobukiと酒席で語り合った。ドラムに、ちいた（中ノ森BAND出身）が新たに加入した。
- 2006年4月、ギターにakkin（ハートバザール、ジェット機出身）が加入。ポップでピースフルなライブバンドとして都内を中心に活動する。
- 2007年3月、ちいたが脱退し、4月にドラムのJASONが加入した。様々なイベントに出演し、WESS RECORDSからリリースした2nd.アルバムを引っ提げて全国ツアーを行うが。この後もバンドメンバーは安定しなかった。ベースのnobuki、ドラムのJASONが脱退し、井嶋啓介（てるる...出身）、櫻井雄一（ART-SCHOOL出身）がそれぞれ加入する。
- 2008年、夏にはアート面を全面的にプロデュースしていたデザイナーMAD BARBARIANSのアメリカ・ロサンゼルスでの初個展にpommyが同行し、ソロライブも刊行した。
- 2010年8月、京田自身のレーベルであるpenne recordsを設立。ミニアルバム『harmony』をリリースした。9月、BAD MUSICより3rd.アルバム『a night for light』をリリースし、11月に東京・渋谷O-Crestにて、ワンマンライブを行う。12月、ギター・akkinの脱退と京田の感音性難聴が原因で、「myuuRy」の活動休止を発表した。
- 2011年、その後半年間、京田の耳の療養の為、全面的に活動休止した。5月にソロ名義としてライヴを再開するが、波乱に満ちた「myuuRy」としては、アルバム4枚、デモCD5枚を通算でリリースした。

### ソロ活動再開とボイストレーナー
- 2012年12月、デビュー時から師事するボイストレーナー・佐藤涼子の第二教室にて、チーフトレーナーとしてボイストレーナーや作詞・作曲の講師を務めてきたが独立。penne music coodinateとして自身のボイストレーニング・サロンを設立した。音楽専門学校でも講師を務め、これまで関わった生徒は1000人を上回っている。
- 2014年4月、アメリカ旅行を契機にソロ活動を再開。以降、ミュージシャン、ボイストレーナーとして、「心と向き合い、歌い方（生き方）をコーディネートする活動」を展開している。表現やボイストレーニングのワークショップ、レイキヒーリング活動の他、執筆活動も開始した。

## ディスコグラフィー

### シングル
- ヤンキーガール (2000年11月22日発売)
- ダディズ バースデイ (2001年4月18日発売)
- ゆううつな熱帯魚 (2001年8月1日発売)
- like a ghost (2001年10月3日発売)
- きれいな片想いの結末はいつだってHAPPYEND (2002年1月9日発売)
- Dear Mr. 毎日 (2002年9月19日発売)
- オールスター (2003年2月5日発売)[4]

### アルバム
- ライチ (2002年3月6日発売)

## ラジオ
- J-WAVE『RADIO CHAMP』-レギュラーパーソナリティー。
- CROSS FM 『ヤンキーガール・ナイト』
- 東北放送 『TBC TALKING BEAT』
- FM愛媛 『京田未歩のパリッとね☆』

## 雑誌
- 『mina』（主婦の友社）「京田未歩のスパイシースピリット」
- 『PATi PATi』（ソニーマガジンズ）-レギュラー掲載。

## タイアップ
- TBS系『品庄内閣』エンディングソング「like a ghost」
- テレビ朝日系『サタデー総合研究所』エンディングテーマ「オールスター」
- FM高知『それゆけ!本町アタッカーズ!』エンディングテーマ「オールスター」